# Mae Boren Axton
Mae Boren Axton (14 de septiembre de 1914 – 9 de abril de 1997) fue una compositora y promotora artística estadounidense, conocida en la industria musical como la "Reina Madre de Nashville". Coescribió el exitoso sencillo de Elvis Presley, "Heartbreak Hotel"  junto a Tommy Durden y trabajó para artistas como Mel Tillis, Reba McEntire, Willie Nelson, Eddy Arnold, Tanya Tucker, Johnny Tillotson y Blake Shelton.

## Biografía
Boren nació en Texas, única hija de los nueve hijos del matrimonio formado por Mark L. y Nannie Boren. Cuando Boren tenía dos años la familia se mudó a Oklahoma, donde asistió al East Central State College y a la Universidad de Oklahoma, en la cual obtuvo una licenciatura en periodismo. Obtuvo un certificado de enseñanza pública y enseñó inglés y periodismo en escuelas de todo el Estado.
Boren se casó con John T. Axton, un oficial de la Marina de los Estados Unidos, y tuvieron dos hijos: el cantautor de música folk, guitarrista y actor de cine y televisión Hoyt Axton y John Axton, quien se convirtió en abogado. La familia vivió en Comanche (Oklahoma), durante los años de preadolescencia de los niños. En 1949, Axton fue destinado a Jacksonville (Florida), y la familia se mudó allí.
A principios y mediados de la década de 1950, Mae había desarrollado una serie de conexiones en la industria de la música. El más conocido de ellos fue el ejecutivo musical, editor de canciones y compositor Fred Rose (conocido por su trabajo con Hank Williams). También colaboró con los músicos de Jacksonville Tommy Durden y Glenn Reeves. Durante este tiempo, Boren también trabajó como locutora de radio y promotora musical.
En su autobiografía, Country Singers as I Know 'Em, Boren pretendió ser el vínculo entre Elvis Presley y RCA Victor. Presentó a Presley, de 19 años, al coronel Tom Parker después de una actuación en Jacksonville (Florida). Trabajó para el promotor Bob Neal y presionó al jefe de la división de Nashville de RCA Victor, Stephen H. Sholes, para que contratara a Presley. En 1955, Boren coescribió la exitosa canción de Elvis Presley "Heartbreak Hotel" con Tommy Durden. Durden le presentó la idea a Mae Axton a partir de un artículo de periódico que había leído en el que el criminal y pintor Alvin Krolik decía: "Esta es la historia de una persona que caminó por una calle solitaria". Fue Boren quien sugirió que hubiera un Heartbreak Hotel al final de la calle solitaria del hombre, creando así el primer disco número uno de Elvis y uno de los mayores éxitos del rock and roll.
A Boren se le atribuye la escritura de aproximadamente 200 canciones. Los artistas que grabaron sus primeras composiciones incluyen a Perry Como y Ernest Tubb. En 1983, Mae también descubrió a una joven Tiffany Darwish cantando canciones country en el Palomino Club de Los Ángeles. Mae trajo a la cantante a Nashville, y poco después Tiffany establecería un récord como la artista femenina más joven en encabezar las listas de Billboard con un álbum debut. Desde 1998, la Academia de Música Country (ACM) ha otorgado el Premio al Servicio Mae Boren Axton a "un destacado artista de música country, dúo/grupo o líder de la industria en reconocimiento a años de dedicación y servicio a la Academia de Música Country". Entre los galardonados con este premio se encuentran artistas como Paul Moore, Barry Adelman, Bob Kingsley, Reba McEntire y Keith Urban.
En 1997, a la edad de 82 años, Mae se ahogó en el jacuzzi de su casa en Hendersonville (Tennessee), después de un aparente ataque cardíaco.